# Andrea Riseborough
Andrea Louise Riseborough (Wallsend, 20 novembre 1981) è un'attrice britannica.
Ha debuttato sul grande schermo con la pellicola Venus (2006), prendendo in seguito parte a film come La felicità porta fortuna - Happy Go Lucky (2008), We Want Sex (2010), Non lasciarmi (2010), W.E. - Edward e Wallis (2011), Oblivion (2013), Birdman (2014), Animali notturni (2016), Mandy (2018) e Amsterdam (2022).
Nel 2022 riceve il plauso della critica per la performance nel film To Leslie, con il quale ha ricevuto la sua prima candidatura al Premio Oscar come migliore attrice. Nel corso della sua carriera si è aggiudicata un Critics' Choice Award ed uno Screen Actors Guild Award come miglior cast per Birdman.

## Biografia
Nata a Wallsend, vicino a Newcastle upon Tyne e cresciuta a Whitley Bay, ha studiato alla Newcastle upon Tyne Church High School e ha iniziato a muovere i primi passi nei teatri locali. Studia recitazione e si diploma alla Royal Academy of Dramatic Art nel 2005. Dopo una lunga formazione teatrale e televisiva, l'attrice approda al cinema nel 2007 nella commedia Magicians, parodia di The Prestige di Christopher Nolan.
Sempre nel 2007 vince un Ian Charleson Award per la sua interpretazione teatrale di Isabella in Misura per misura e per il ruolo di Julie ne La signorina Julie. Dopo aver recitato nell'episodio pilota di Being Human nel ruolo di Annie Sawyer, poi interpretato nella serie da Lenora Crichlow, interpreta il ruolo dell'ex Primo ministro inglese Margaret Thatcher nel film televisivo Margaret Thatcher: The Long Walk to Finchley, per cui ottiene una candidatura al British Academy Television Awards.
Nel 2010 lavora in tre film, ossia Non lasciarmi, Brighton Rock e We Want Sex. Nel 2011 interpreta il ruolo di Wallis Simpson in W.E. - Edward e Wallis di Madonna e recita al fianco di Michael Sheen in Resistance, mentre nel 2013 è protagonista insieme a Tom Cruise del film Oblivion. Nel 2014 fa parte del cast del pluripremiato Birdman di Alejandro González Iñárritu, nel 2016 recita in Animali notturni, mentre nel 2017 fa parte del cast di La battaglia dei sessi. Sempre nel 2017 prende parte alla quarta stagione della serie britannica Black Mirror, recitando nel terzo episodio, intitolato Crocodile. Nel 2020 è la protagonista femminile di ZeroZeroZero, serie tv ideata da Stefano Sollima e prodotta da Sky Atlantic, basata sull'omonimo romanzo di Roberto Saviano.
Nel 2023 è stata candidata all'Oscar alla miglior attrice per To Leslie.

## Filmografia parziale

### Attrice

#### Cinema
- Magicians, regia di Andrew O'Connor (2007)
- La felicità porta fortuna - Happy Go Lucky (Happy-Go-Lucky), regia di Mike Leigh (2008)
- Brighton Rock, regia di Rowan Joffe (2010)
- We Want Sex (Made in Dagenham), regia di Nigel Cole (2010)
- Non lasciarmi (Never Let Me Go), regia di Mark Romanek (2010)
- W.E. - Edward e Wallis (W.E.), regia di Madonna (2011)
- Resistance, regia di Amit Gupta (2011)
- Doppio gioco (Shadow Dancer), regia di James Marsh (2012)
- Disconnect, regia di Henry Alex Rubin (2012)
- Welcome to the Punch - Nemici di sangue (Welcome to the Punch), regia di Eran Creevy (2013)
- Oblivion, regia di Joseph Kosinski (2013)
- Birdman, regia di Alejandro González Iñárritu (2014)
- La tempesta silenziosa (The Silent Storm), regia di Corinna McFarlane (2014)
- Hidden - Senza via di scampo (Hidden), regia di Matt e Ross Duffer (2015)
- Animali notturni (Nocturnal Animals), regia di Tom Ford (2016)
- Mindhorn, regia di Sean Foley (2016)
- Pastori e macellai (Shepherds and Butchers), regia di Oliver Schmitz (2016)
- La battaglia dei sessi (Battle of the Sexes), regia di Jonathan Dayton e Valerie Faris (2017)
- Morto Stalin, se ne fa un altro (The Death of Stalin), regia di Armando Iannucci (2017)
- Burden, regia di Andrew Heckler (2018)
- Mandy, regia di Panos Cosmatos (2018)
- Nancy, regia di Christina Choe (2018)
- Voglia di gentilezza (The Kindness of Strangers), regia di Lone Scherfig (2019)
- The Grudge, regia di Nicolas Pesce (2020)
- Possessor, regia di Brandon Cronenberg (2020)
- Luxor, regia di Zeina Durra (2020)
- Il visionario mondo di Louis Wain (The Electrical Life of Louis Wain), regia di Will Sharpe (2021)
- Here Before, regia di Stacey Gregg (2021)
- To Leslie, regia di Michael Morris (2022)
- Amsterdam, regia di David O. Russell (2022)
- Please Baby Please, regia di Amanda Kramer (2022)
- Matilda The Musical di Roald Dahl, regia di Matthew Warchus (2022)
- Lee Miller (Lee), regia di Ellen Kuras (2023)

#### Televisione
- Party Animals – serie TV, 8 episodi (2007)
- The Devil's Whore, regia di Marc Munden – miniserie TV, 4 puntate (2008)
- Bloodline – serie TV, 8 episodi (2016)
- Testimone d'accusa (The Witness for the Prosecution), regia di Julian Jarrold – miniserie TV, 2 puntate (2016)
- Black Mirror – serie TV, episodio 4x03 (2017)
- Waco, regia di John Erick Dowdle e Dennie Gordon – miniserie TV, 6 puntate (2018)
- ZeroZeroZero – serie TV, 8 episodi (2020)
- The Regime - Il palazzo del potere (The Regime), regia di Stephen Frears e Jessica Hobbs – miniserie TV, 5 puntate (2024)

### Produttrice
- Nancy, regia di Christina Choe (2018)

## Riconoscimenti
- Premio Oscar
  - 2023 – Candidatura alla miglior attrice per To Leslie[1]
- British Academy Film Awards
  - 2013 – Candidatura alla miglior star emergente
- Critics' Choice Awards
  - 2015 – Miglior cast corale per Birdman
- Independent Spirit Awards
  - 2023 – Candidatura alla miglior performance protagonista per To Leslie
- Screen Actors Guild Award
  - 2015 – Miglior cast cinematografico per Birdman

## Doppiatrici italiane
Nelle versioni in italiano delle opere in cui ha recitato, Andrea Riseborough è stata doppiata da:
- Benedetta Degli Innocenti in Black Mirror, Bloodline, Testimone d’accusa, La battaglia dei sessi, Mandy, ZeroZeroZero, The Regime - Il palazzo del potere
- Selvaggia Quattrini in Doppio gioco, To Leslie, Amsterdam
- Chiara Gioncardi in Disconnect, Hidden - Senza via di scampo, Mindhorn
- Laura Romano in Birdman, The Grudge
- Mariagrazia Cerullo in Brighton Rock
- Claudia Catani in We Want Sex
- Marzia Dal Fabbro in W.E. - Edward e Wallis
- Monica Bertolotti in Welcome to the Punch - Nemici di sangue
- Domitilla D'Amico in Oblivion
- Giò Giò Rapattoni in Animali notturni
- Chiara Colizzi in Morto Stalin, se ne fa un altro
- Katia Sorrentino in Nancy
- Ilaria Latini in Waco
- Anna Mazza in Possessor
- Barbara De Bortoli in Matilda The Musical di Roald Dahl[2]
- Angela Brusa in Lee Miller